# Christel Bergeron
Christel Bergeron, née en 1985, est une artiste, sculptrice et soudeuse québécoise, établie à Valcanton en Eeyou Istchee Baie-James.

## Biographie
Originaire de Val-Paradis (aujourd’hui Valcanton) et issue d’une famille de mineurs et mère de trois enfants, c’est en 2011 que Christel Bergeron obtient un diplôme d’études professionnelle en soudure à La Sarre. Elle ouvre son atelier, les Feux du Paradis dès 2013 à Valcanton. Elle y commence sa carrière en réalisant des commandes d’ornements extérieur pour des particulier, mais la pratique l’ennuie. Elle prend un emploi de chauffeuse d’autobus scolaire et se tourne vers la sculpture du métal.
Le travail artistique de Christel Bergeron est rapidement reconnu, et dépasse les frontières de l’Abitibi. Ses œuvres emblématiques, La Gardienne et Incantation sont exposées à la Galerie Linart de Cantley et à l’espace Pierre-Debain de Gatineau. Sa matière de prédilection est l’acier, mais en 2021, la flambée des prix des métaux va toutefois porter un dur coup à sa carrière, l’acier ayant presque doublé de prix. Ses sculptures imposantes allient la modernité et l’art gothique. Chaque pièce représente 3 à 4 mois de travail pour l’artiste. 

## Œuvres d’art publiques
- Sainte-Germaine-Boulé : œuvre inaugurée en 2020, en hommage aux frères Rancourt, athlètes marathoniens[6].
- La Sarre : l’œuvre Incantation de Christel Bergeron est acquise en 2021 par la municipalité et installée devant la Maison de la Culture en 2022[7].

## Participations et expositions
- 2018 : Triennale des métiers d’art, Centre d’exposition de La Sarre
- 2019 : Triennale des métiers d’art, Centre d’exposition de La Sarre
- 2021 : Triennale des métiers d’art, Centre d’exposition de La Sarre
- 2021 : Éloge du fil, Triennale des métiers d’art, Espace Pierre-Debain[8]

## Filmographie
- 2018 : La Forgeronne du Nord. La Fabrique culturelle, Télé-Québec.